# Colonia Agrícola Álvaro Obregón
Colonia Agrícola Álvaro Obregón är en ort i kommunen Metepec i delstaten Mexiko i Mexiko. Samhället hade 2 318 invånare vid folkräkningen år 2020.